# Mestosoma andresense
Mestosoma andresense är en mångfotingart som beskrevs av Kraus 1957. Mestosoma andresense ingår i släktet Mestosoma och familjen orangeridubbelfotingar. Inga underarter finns listade i Catalogue of Life.